# Letiště Slatina (Kosovo)
Letiště Slatina (srbochorvatsky Aerodrom Slatina/Аеродром Слатина, albánsky Aeroporti Sllatina) se nachází v areálu Letiště Priština (sdílí s ním přistávací/vzletovou runway). Po letišti Željava se jednalo o druhé letiště s podzemními hangáry.
Krycí název pro Letiště Slatina zněl Objekat Morava (Objekt Morava). Součástí areálu bylo také radarové centrum na vrcholu Golesh. Do jediného podzemního tunelu letiště byly vedeny dva přístupy.

## Historie
Letiště bylo vybudováno v dobách existence socialistické Jugoslávie. Z mezinárodního letiště v Prištině byly vybudovány prodloužené pojezdové dráhy až k vesnici Vrelo, kde se v kopci západně od obce nachází podzemní komplex, který sloužil k skrytí letadel. Jugoslávské letectvo dislokovalo na letiště Slatina 123. a 124. peruť stíhacího letectva. Byly zde umístěny letouny typu MiG-21bis a MiG-21UM v počtu 24 kusů.
Během Operace Spojenecká síla v roce 1999 bylo letiště terčem bombardování letounů NATO, ale jeho vnitřek přečkal bez sebemenších úhon. Letadla, která byla umístěna na základně, byla skryta do tunelu a nebyla během války v Kosovu vůbec používána.
Po roce 1999 využívaly letiště/leteckou základnu vojska KFOR. Od roku 2008 je ve správě kosovské policie a první prohlídka pro veřejnost se u chátrajícího areálu uskutečnila v roce 2012.